# Vilhelm Lundvik
Vilhelm Göran Lundvik, född 28 augusti 1883, död 6 december 1969, svensk ämbetsman, politiker för Högerpartiet och näringslivsledare, hans främsta politiska insats var som handelsminister 1928–1930 och landshövding i Älvsborgs län 1941–1949. Under 1930-talet arbetade han för Industriförbundet med att främja näringslivets och industrins intressen. Efter kriget var han inblandad i debatten om planhushållning, en debatt som slutade med att idéerna om detta, mer socialistiskt inriktade, samhällssystem skrinlades.

## Biografi
Lundvik föddes i Holt, Aust-Agder fylke, Norge som son till överingenjören Carl Johan Lundvik och dennes hustru Ebba Maria (född Simpler). Han tog mogenhetsexamen vid Gävle läroverk 1902 och blev filosofie kandidat 1906 och juris kandidat 1912. Lundvik påbörjade sedan en karriär vid riksdagen där han bland annat var utskottssekreterare vid Konstitutionsutskottet. Han tog senare jobb inom näringslivets branschorganisationer, bland annat som ombudsman i Järnbruksförbundet 1916–1919. Detta ledde fram till att han fick en handelsattachétjänst vid beskickningen i Paris 1919–1925 och en handelsattachétjänst i Bryssel 1921–1925. Efter att ha lämnat dessa poster blev han tillförordnad statssekreterare och expeditionschef i Handelsdepartementet 1925 till 1926.
1926 blev han VD för Svenska Industriförbundet vilket han var fram till 1941. Detta ledde till att högerledaren Arvid Lindman fick upp ögonen för honom. Lindman utsåg honom därför till chef för Handelsdepartementet efter sin valseger i andrakammarvalet 1928. Som handelsminister fick Lundvik kämpa mot den försämrade ekonomiska konjunkturen och högerprotektionisternas försök att införa jordbrukstullar. I detta tullmotstånd hade han till sin hjälp socialminister Sven Lübeck och juristkonsulten Nils Vult von Steyern.
Han utsågs av Handelshögskoleföreningen till ledamot i Handelshögskolan i Stockholms direktion, Handelshögskolan i Stockholms högsta verkställande organ, 1929–1942.
Efter statsrådstiden försökte hans numera gode vän och politiske skyddspatron Arvid Lindman få honom invald i Första kammaren men detta försök misslyckades. 1930 återkom Lundvik till Industriförbundet och inriktade sig under 1930-talet att främja näringslivets och industrins intressen. Hans medverkan i den så kallade "Direktörsklubben" inriktade sig för att försöka få fram en enad borgerlig front inför andrakammarvalet 1936. När socialdemokraterna vann valet 1936 inleddes en ny tid av försonliga tongångar mellan arbetsgivare och arbetstagare. Dessa nya arbetsmarknadsrelationer gjorde att den så kallade "Direktörsklubben" sköts i bakgrunden och SAF inledde en ny samarbetsgiv med LO. En av Lundviks insatser efter 1936 var att 1937 ingå i en tremannakommitté tillsammans med Sigfrid Edström och Gustaf Söderlund. Denna tremannakommitté hade grundats till följd av Edströms önskan att näringslivet skulle engagera sig mer i utredningsarbete och opinionsbildning. Lundvik var den som var mest tveksam till Edströms idéer och ville undvika sådant som kunde dra in Industriförbundet i politiska konflikter. Kommittén föreslog hösten 1937 att Industriförbundet och SAF skulle starta en gemensam utredningsbyrå, och resultatet blev Industriens Utredningsinstitut, som påbörjade sin verksamhet 1 februari 1939. 1941 utsågs Lundvik till ny landshövding i Älvsborgs län  där han förberedde kommunreformen, som gjorde att antalet landskommuner reducerades år 1952. Han var också inblandad i den krigsplanering som Andra världskriget hade gjort nödvändig.
Efter kriget var han inblandad i den stora planhushållningsdebatten vilket slutade med att planhushållningsidéerna skrinlades. Han hade på grund av sin judiska fru och sin motvilja mot reglering av det fria näringslivet fruktat att Tyskland skulle lägga Europa under sig. Efter sin avgång som landshövding var han ett tag involverad i Svenska Pappersbruksföreningen som ordförande. Efter sin avgång 1955 var han även ledamot i styrelsen för Svenska ackumulatoraktiebolaget Jüngner 1950 till 1962.
Han var även ordförande i 1950 års geologiutredning 1950 till 1952. Efter detta levde han ett stillsamt liv i Stockholm fram till sin död i samma stad. Han var far till justitierådet och justitieombudsmannen Ulf Lundvik. Vilhelm Lundvik är begravd på Forsbacka kyrkogård.

## Övrigt
Han erhöll Frihetskorset av tredje klass 1918.